# Аудіоелектроніка

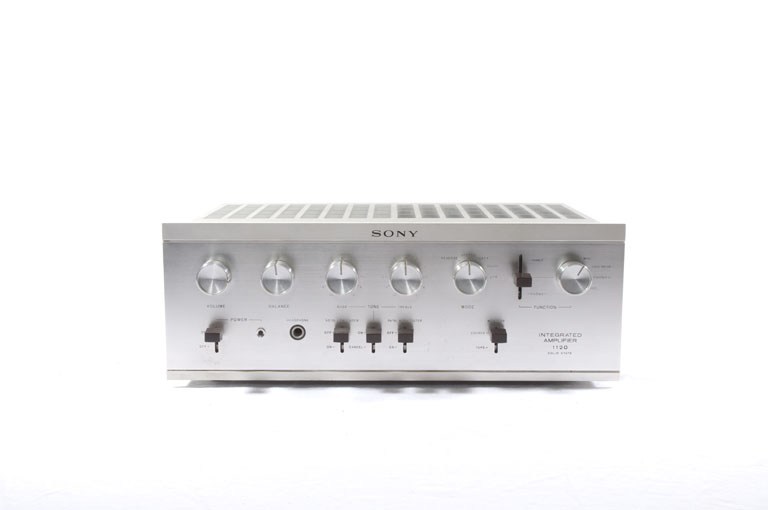
Підсилювач звуку

Аудіоелектроніка — реалізація електронних схемних конструкцій для перетворення звукових / хвильових сигналів тиску в електричні сигнали, або навпаки. Електронні схеми, які вважаються частиною аудіоелектроніки, також можуть бути розроблені для досягнення певних операцій обробки сигналу, щоб зробити певні зміни в сигналі, коли він знаходиться в електричній формі. Крім того, аудіосигнали можуть створюватися синтетичним шляхом за допомогою генерації електричних сигналів від електронних пристроїв. Аудіоелектроніка традиційно розроблялася з використанням аналогових електричних схем, поки не були розроблені досягнення цифрових технологій. До того, цифровими сигналами можна управляти за допомогою комп’ютерного програмного забезпечення майже так само, як і аудіоелектронними пристроями, завдяки сумісності цифрового характеру. Як аналогові, так і цифрові формати дизайну використовуються і сьогодні, і використання того чи іншого значною мірою залежить від програми.